# Ibirataia
Ibirataia es un municipio brasileño localizado en el sur del estado de Bahía. Su población estimada en 2010 es de 18.881 habitantes.

## Carreteras
- BA-250